# Captura da Trincheira Regina
A Captura da Trincheira Regina (Staufen Riegel) foi um incidente tático ocorrido em 1916 durante a Batalha do Somme, na Primeira Guerra Mundial. A Trincheira Regina era o nome dado pelos canadenses a uma trincheira alemã escavada ao longo da encosta norte de uma crista que se estendia do noroeste da vila de Le Sars até o sudoeste, próximo ao Reduto Stuff (Staufenfeste), nas proximidades das fortificações alemãs em Thiepval. Era a trincheira alemã mais longa da Frente Ocidental. Atacada várias vezes pelo Corpo Canadense durante a Batalha das Colinas de Ancre [en], a 5.ª Brigada Canadense [en] da 2.ª Divisão Canadense [en] controlou brevemente uma seção da trincheira em 1 de outubro, mas foi repelida por contra-ataques da Brigada Naval Alemã [en], equivalente a uma divisão do exército, que havia sido transferida da costa belga. Em 8 de outubro, ataques da 1.ª Divisão Canadense [en] e da 3.ª Divisão Canadense [en] à Trincheira Regina também falharam.
Em 21 de outubro, a 4.ª Divisão Canadense [en] atacou a porção ocidental da Trincheira Regina, enquanto a 18.ª Divisão (Oriental) [en], a 25.ª Divisão [en] e a 39.ª Divisão [en] do II Corps [en] atacaram a parte mais a oeste (Trincheira Stuff). Os canadenses enfrentaram pouca resistência e alcançaram o objetivo, enquanto as divisões do II Corpo capturaram a Trincheira Stuff em trinta minutos, garantindo ao Exército de Reserva [en] (a partir de 30 de outubro, Quinto Exército [en]) o controle da Crista de Thiepval. Três contra-ataques alemães foram repelidos pelos canadenses, e até 22 de outubro, mais de mil alemães foram feitos prisioneiros. O extremo leste da trincheira foi capturado pela 4.ª Divisão Canadense na noite de 10/11 de novembro.

## Contexto

### Batalha da Crista de Thiepval
A Batalha da Crista de Thiepval foi a primeira grande ofensiva conduzida pelo Exército de Reserva (comandado pelo Tenente-General Hubert Gough), durante a Batalha do Somme. A ofensiva foi planejada para aproveitar o ataque do Quarto Exército na Batalha de Morval [en], iniciando-se 24 horas depois. O combate ocorreu em uma frente que ia de Courcelette, a leste, perto da estrada Albert–Bapaume, até Thiepval e o Reduto de Schwaben [en] (Schwaben-Feste) a oeste, que dominava as defesas alemãs mais ao norte no vale do Ancre e nas elevações em direção a Beaumont Hamel e Serre [en], do outro lado do rio. A Crista de Thiepval era fortemente fortificada, e os defensores alemães lutaram com grande determinação, enquanto a coordenação entre a infantaria e a artilharia britânica diminuiu após o primeiro dia, devido à natureza confusa dos combates em meio a trincheiras, abrigos e crateras de explosões.

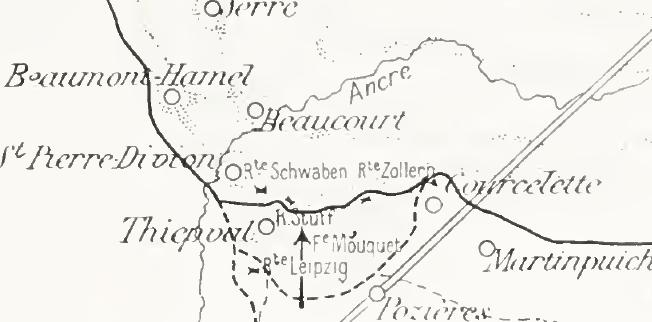
Captura do planalto de Thiepval, Somme, 26 de setembro de 1916

Em 26 de setembro, Thiepval foi flanqueada pelo lado direito, com a perda da vila e da maior parte de sua guarnição. A infantaria britânica avançou entre 1,000–2,000 yd (910–1,830 m) em uma frente de ataque de 6,000 yd (3.4 mi; 5.5 km). Os britânicos prosseguiram em direção aos redutos Stuff e Schwaben até o final do mês, e os ataques do Exército de Reserva foram retomados na Batalha das Colinas de Ancre, iniciada em 1 de outubro. Os britânicos fizeram melhor uso de sua artilharia, embora o consumo de munição de artilharia alemã em setembro tenha aumentado para 4,1 milhões de projéteis, em comparação com 1,5 milhão disparados em agosto. Grande parte da munição alemã foi desperdiçada em bombardeios de área não observados, enquanto os disparos de barragem defensiva foram limitados a períodos de três minutos; até 25% das armas alemãs tornaram-se inoperantes durante a batalha devido a falhas mecânicas.

## Prelúdio

### Preparativos britânicos
Uma ofensiva do Exército de Reserva foi planejada para meados de outubro, e Gough reorganizou as divisões do Exército de Reserva ao norte do rio Ancre. Ao sul do rio, a Trincheira Regina (Staufen Riegel), localizada na encosta inversa da Crista de Thiepval, ao norte de Courcelette e Thiepval, e o restante dos redutos Stuff e Schwaben deveriam ser capturados pelo Corpo Canadense e pelo II Corpo em 1 de outubro, preparando-se para um avanço ao norte, durante a ofensiva planejada para cerca de 12 de outubro, partindo da frente mantida pelo Corpo Canadense.

### Preparativos alemães
No final de setembro, a Seebataillon [en], composta pela 1.ª e 2.ª Marine-Brigaden da 1.ª Marine-Division e pela 3.ª Marine-Brigade da 2.ª Marine-Division, com um contingente de infantaria equivalente a uma divisão do exército, foi transferida da costa belga para o Somme. As tropas navais eram bem treinadas, descansadas e de excelente qualidade. A transferência ocorreu como parte de um resgate geral das divisões opostas aos britânicos. Em 30 de setembro, as Marine-Brigaden avançaram por Baum Mulde (Ravina Boom) e substituíram a 8.ª Divisão à direita da 4.ª Ersatz Divisão. A Staufen Riegel (Trincheira Stuff/Regina) havia sido destruída pelos bombardeios de artilharia britânica. A trincheira, originalmente escavada como uma rota de suprimento para o Staufenfeste (Reduto Stuff), estava na encosta inversa, o que proporcionava uma vantagem significativa contra ataques do sul. Reservas podiam ser abrigadas nas proximidades, em Baum Mulde (Ravina Boom), que era difícil de ser bombardeada pela artilharia britânica a partir do sul, devido à obstrução da crista. Durante longos períodos de baixa visibilidade, as aeronaves de observação de artilharia britânica ficavam em terra, o que tornava os bombardeios britânicos ainda mais imprecisos, mas a Marine-Brigade ainda sofria uma constante perda de homens devido ao fogo de artilharia. Suprimentos noturnos e relevos frequentes permitiam que os fuzileiros navais mantivessem suas posições.

## Batalha

### 1 de outubro
Às 7:50 da manhã, a 2.ª Divisão Canadense informou ao quartel-general do corpo e à artilharia do corpo que fotografias aéreas mostravam que as trincheiras Regina e Kenora haviam sido insuficientemente bombardeadas. O comandante divisional foi assegurado de que o bombardeio seria concluído durante a manhã. Às 12:30, o brigadeiro-general Elmsley, comandante da 8.ª Brigada Canadense, relatou que o arame farpado à frente da Trincheira Regina não havia sido cortado, o que levou a artilharia a continuar o bombardeio de corte de arames até o último minuto. Às 15:15, o Corpo Canadense atacou a Trincheira Regina no terreno mais elevado a oeste da Trincheira Courcelette, para consolidar até a Estrada Dyke e estabelecer um flanco defensivo em um caminho para a Fazenda Destremont. O bombardeio de artilharia britânica intensificou-se até o "fogo de tambor", enquanto a artilharia alemã permaneceu silenciosa devido à escassez de munição, limitando-se a disparar apenas quando o ataque de infantaria começou.
Aeronaves britânicas sobrevoaram a 100 ft (30 m), observando para a artilharia, metralhando o solo sempre que detectavam movimento e lançando granadas de mão ao chão. A artilharia britânica deslocou seu fogo para Baum Mulde e Miraumont, e as tropas da 8.ª Divisão observaram ondas de infantaria canadense avançando, enquanto eram substituídas pela Brigada Naval. Os alemães dispararam foguetes para alertar sua artilharia, que abriu fogo imediatamente. Dois batalhões da 2.ª Divisão Canadense avançaram a leste da Estrada Miraumont Leste contra fogo esporádico de metralhadoras e se entrincheiraram, tendo avançado 400 yd (370 m) e eliminado saliências nos flancos da área da brigada. Um ataque da 23.ª Divisão do III Corpo, no flanco direito, também foi bem-sucedido e estabeleceu contato com os canadenses.
A 5.ª Brigada Canadense atacou 1,000 yd (910 m) da trincheira a oeste da Estrada Miraumont Leste, mas uma barragem alemã atingiu as ondas de apoio do batalhão da direita, e o fogo de metralhadoras varreu a onda de frente. Alguns sobreviventes conseguiram atravessar o arame e foram dominados. O batalhão central alcançou a Trincheira Kenora e se entrincheirou sob fogo de armas leves, parcialmente vindo de um flanco, e o batalhão da esquerda alcançou seu objetivo na Trincheira Regina. Um batalhão da 3.ª Divisão Canadense à esquerda foi repelido por um contra-ataque alemão, e um grande grupo de alemães começou a atacar com granadas ao longo da trincheira. Ao anoitecer, a 5.ª Brigada Canadense mantinha a maior parte da Trincheira Kenora e postos avançados na Estrada Miraumont Oeste e na Trincheira Courcelette. A 3.ª Divisão Canadense atacou com dois batalhões da 8.ª Brigada Canadense à direita, mas uma barragem alemã caiu sobre a linha de frente minutos antes da hora zero. Ambos os batalhões conseguiram cruzar a terra de ninguém, apesar do fogo de metralhadoras, forçar a entrada na Trincheira Regina através do arame não cortado e iniciar um combate com granadas contra o I Batalhão, Regimento Naval 2, e o I Batalhão, Regimento Naval 1, que haviam substituído a 8.ª Divisão no final de setembro.
Um contra-ataque do I Bataillon e II Bataillon do Regimento Naval 2 superou os canadenses em um combate mutuamente custoso às 2:00 da manhã de 2 de outubro, quando a última posição canadense a oeste da estrada Courcelette–Grandcourt foi abandonada. Preparativos começaram para outro ataque, mas o mau tempo forçou um adiamento. Um bombardeio foi mantido na Trincheira Regina, apesar dos ventos fortes e da baixa visibilidade, e a 3.ª Divisão Canadense foi substituída pela 2.ª Divisão Canadense até 4 de outubro, que então moveu o flanco esquerdo para o leste, enquanto a 25.ª Divisão do II Corpo estendia seu flanco. Em 6 de outubro, a 1.ª Divisão Canadense assumiu o flanco direito do Corpo Canadense, que ficava a leste da estrada Pys. Os canadenses conectaram seus postos avançados ao longo de uma linha a cerca de 300 yd (270 m) da Trincheira Regina e enviaram grupos de reconhecimento diariamente, que relataram que o arame à frente da trincheira estava sendo cortado, mas os alemães estavam colocando arames "concertina" para preencher as lacunas.

### 8 de outubro
Em 8 de outubro, a 1.ª Divisão Canadense atacou às 4:50 da manhã sob chuva fria. A 1.ª Brigada, à direita, com dois batalhões, capturou a trincheira frontal da linha de Le Sars, da Estrada Dyke até 400 yd (370 m) além do Quadrilátero, e repeliu um contra-ataque com fogo de artilharia. Enquanto os canadenses se reorganizaram para retomar o ataque ao Quadrilátero, um pesado bombardeio alemão atingiu a área, e um contra-ataque começou a partir de duas direções. Após horas de combates custosos, os canadenses recuaram para suas trincheiras de partida ao esgotarem suas granadas. Os canadenses sofreram 770 baixas de um total de 1.100 homens e capturaram 240 prisioneiros. Após o anoitecer, uma trincheira foi escavada à direita para conectar com a 23.ª Divisão. O batalhão da direita da 3.ª Brigada Canadense foi atrasado por arames farpados não cortados, mas conseguiu avançar e capturar parte da Trincheira Regina em seu flanco direito. O batalhão da esquerda foi detido em frente à trincheira, sofrendo muitas baixas, e a brigada recuou ao anoitecer. Alguns soldados do batalhão do flanco direito da 9.ª Brigada Canadense, da 3.ª Divisão Canadense, entraram na Trincheira Regina por algumas saídas alemãs, mas foram dominados. O batalhão do flanco esquerdo alcançou a Trincheira Regina na junção com a Trincheira Courcelette, mas foi forçado a recuar. Parte da 7.ª Brigada Canadense alcançou a Trincheira Regina, começou a atacar com granadas em direção ao oeste e avançou pela Estrada Miraumont Oeste, mas acabou sendo repelida por contra-ataques alemães. O batalhão da esquerda foi obstruído por novos arames farpados alemães, cobertos por metralhadoras, e não conseguiu avançar pela Trincheira Kenora. O resgate do Corpo Canadense começou em 10 de outubro.

### 21 de outubro
O ataque britânico, inicialmente planejado para 19 de outubro, foi adiado. O ataque começou com a 4.ª Divisão Canadense à direita e as 18.ª, 25.ª e 39.ª divisões alinhadas à esquerda, em uma frente de 5,000 yd (2.8 mi; 4.6 km). O fogo de 200 canhões pesados e obuses, além das artilharias de campanha de sete divisões, danificou severamente a Trincheira Regina e cortou a maior parte do arame farpado. A 4.ª Divisão Canadense atacou a trincheira às 12:06 com a 11.ª Brigada Canadense, apoiada por uma barragem de metralhadoras aéreas; os canadenses capturaram a trincheira rapidamente. A leste da estrada Courcelette–Pys, foi formado um flanco defensivo, com postos avançados estabelecidos a partir da Trincheira Regina; o batalhão da esquerda conectou-se com as tropas da 18.ª Divisão (Oriental). Três contra-ataques alemães foram derrotados durante a tarde. A 5.ª Ersatz Divisão, que substituíra a Brigada Naval em 11/12 de outubro, foi repelida por 500 yd (460 m). Até 22 de outubro, os britânicos capturaram 1.057 prisioneiros das 28.ª Reserva e 5.ª Ersatz divisões, que foram substituídas pela 38.ª Divisão e pela 58.ª Divisão, que contra-atacaram o Staufenfeste e a Trincheira Regina mais a leste em 26 de outubro. O ataque foi um fracasso custoso, com muitas baixas no Regimento de Infantaria 107 da 58.ª Divisão e no Regimento de Reserva da Guarda 2 da 1.ª Divisão de Reserva da Guarda. As divisões que já haviam lutado no Somme foram enviadas de volta, mas seu poder de combate estava muito reduzido.

### 10/11 de novembro
Após dois meses de ataques e bombardeios constantes, a parte restante da Trincheira Regina, a leste da estrada Courcelette–Pys, foi capturada em um ataque noturno em 10/11 de novembro pela 4.ª Divisão Canadense. A trincheira foi atacada pelo 46.º (Saskatchewan do Sul) [en] e pelo 47.º (Colúmbia Britânica) [en] batalhões da 10.ª Brigada Canadense, com uma companhia do 102.º Batalhão [en] da 11.ª Brigada Canadense no flanco direito. Os canadenses aproximaram-se sigilosamente da linha alemã antes do início da barragem; após oito minutos, a barragem cessou repentinamente, e os canadenses invadiram a trincheira, surpreendendo a guarnição alemã. Postos avançados foram estabelecidos no centro e em trincheiras que levavam ao nordeste, em direção à linha entre Le Sars e Pys. Os canadenses capturaram 87 prisioneiros, principalmente do Regimento de Infantaria 107 da 58.ª Divisão, com alguns soldados do Regimento de Reserva da Guarda 2 da 1.ª Divisão de Reserva da Guarda, e quatro metralhadoras, sofrendo cerca de c. 200 baixas; vários contra-ataques alemães foram derrotados.

## Consequências

### Análise
Em 5 de outubro, Gough emitiu um Memorando sobre Ataques, que resumia as lições da batalha. Gough destacou que manter o ímpeto de um ataque exigia que as ondas subsequentes e as reservas não esperassem por oportunidades para intervir, pois os atrasos nas comunicações deixavam pouco tempo para agir. Os brigadeiros deveriam reorganizar as tropas que mantinham os objetivos sucessivos, uma vez que essas tropas se tornavam reservas após o avanço e deveriam acompanhar o progresso. Os comandantes divisionais deveriam criar reservas reorganizando suas brigadas. Os quartéis-generais deveriam ser posicionados onde os ataques pudessem ser observados, para manter contato com os eventos quando as comunicações falhassem, um problema crônico agravado pela distância da linha de frente. As ligações telefônicas na retaguarda eram mais fáceis de manter, mas tornavam-se menos importantes quando a batalha de infantaria começava. Os quartéis-generais dos corpos tinham a vantagem da observação aérea e menor necessidade de comunicação direta com as tropas no campo de batalha, já que seu papel principal era o fogo de artilharia de contra-bateria, independente da batalha de infantaria. O ataque deveria ser mantido pelo uso de reservas movendo-se em direção aos objetivos estabelecidos antes do ataque, para torná-los independentes de mensagens da linha de frente, que frequentemente chegavam atrasadas e desatualizadas.
Relatórios pós-batalha das unidades do Corpo Canadense enfatizaram que o comando de batalhão era impossível uma vez que o ataque começava, sendo necessário que companhias e pelotões recebessem objetivos antes do ataque e tivessem autonomia para alcançá-los. Sugeriu-se que as tropas de ataque passassem 24 horas na linha para estudar o terreno, seguidas de 24 horas na reserva para receberem um briefing detalhado. Os canadenses sugeriram que a primeira onda não carregasse ferramentas, mas uma carga leve de 120 munições, duas granadas de mão, rações para dois dias e uma lona. Algumas unidades observaram que a maioria das ferramentas carregadas pelas tropas de frente era descartada de qualquer forma. A importância de carregar granadas de mão suficientes foi destacada, pois o arame não cortado forçava os atacantes a entrar nas trincheiras de comunicação alemãs, onde muitas granadas eram usadas para avançar, esgotando o estoque destinado a repelir contra-ataques.
Onde o arame estava cortado, a infantaria podia se mover acima do solo, contornando defesas alemãs isoladas e deixando-as para as equipes de limpeza. O valor das metralhadoras Lewis e munição suficiente foi enfatizado em muitos relatórios, assim como a importância de movê-las rapidamente para apoiar a infantaria e enfrentar contra-ataques alemães. Até o final da Batalha do Somme, cada pelotão tinha uma metralhadora Lewis, totalizando 16 por batalhão. As opiniões sobre o morteiro Stokes divergiam devido à sua cadência de tiro; cada projétil pesava cerca de 11 lb (5.0 kg), o que tornava impraticável carregar muitos durante um ataque. O morteiro era mais útil em posições estáticas na retaguarda até que rotas de suprimento fossem estabelecidas para a nova linha de frente. Os tanques foram considerados limitados em confiabilidade mecânica, mobilidade e proteção blindada, mas úteis como acessórios às operações de infantaria, superando pontos fortes alemães e desviando o fogo de artilharia alemã da infantaria. A coordenação entre tanques e infantaria foi considerada impossível, já que tanques e infantaria se moviam em velocidades diferentes; quando a infantaria liderava, os tanques podiam limpar a retaguarda, e quando os tanques lideravam, podiam destruir as defesas alemãs antes da chegada da infantaria.

### Baixas
A 2.ª Divisão Canadense sofreu 6.530 baixas entre 1 de setembro e 4 de outubro; a 3.ª Divisão Canadense teve 2.969 baixas de 27 de setembro a 14 de outubro, e a 18.ª Divisão (Oriental) sofreu 3.344 baixas de 26 de setembro a 5 de outubro. As baixas do Corpo Canadense em 8 de outubro foram de 1.364 homens. Quando o Corpo Canadense foi substituído, havia sofrido 24.029 baixas durante a Batalha do Somme, aproximadamente 24 por cento de sua força. A Brigada de Infantaria Naval sofreu 106 mortos, 533 feridos e 47 desaparecidos no Regimento de Infantaria Naval 2; os Regimentos 1 e 3 sofreram baixas de até 41 por cento.

## Comemoração

### Cemitério da Trincheira Regina

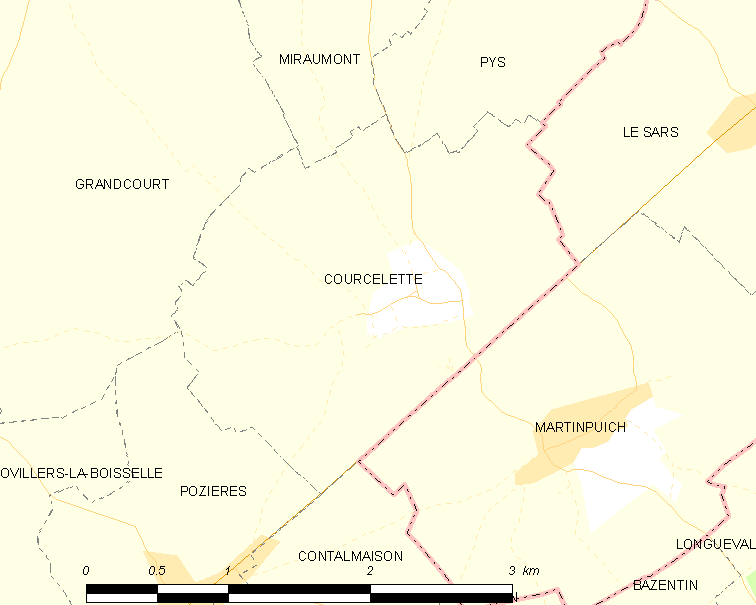
Proximidades da Trincheira Regina (Mapa comuna FR código INSEE 80216)

O Cemitério da Trincheira Regina é um cemitério da Commonwealth War Graves Commission, situado sobre a localização da trincheira, contendo 2.279 sepulturas e memoriais de homens mortos na linha da trincheira ou nas proximidades durante a Primeira Guerra Mundial. 1.680 dos homens são identificados como britânicos, 564 canadenses, 35 australianos, um aviador americano, e há 1.077 sepulturas de soldados desconhecidos, com memoriais especiais para 14 baixas que se acredita estarem entre eles. A maioria dos homens sepultados no Cemitério da Trincheira Regina caiu em batalha entre outubro de 1916 e fevereiro de 1917. A porção original do cemitério (Parcela II, Fileiras A a D) foi estabelecida durante o inverno de 1916–1917.
Após o armistício de 1918, a localização da Trincheira Regina foi escolhida como um "cemitério de concentração", com restos mortais trazidos de sepulturas dispersas e pequenos cemitérios de campo de batalha ao redor de Courcelette, Grandcourt e Miraumont. Diferentemente de muitos cemitérios da CWGC, onde os homens são sepultados individualmente, muitas sepulturas contêm mais de um corpo, e quando duas pessoas são indicadas na mesma lápide, é necessário contar os nomes individuais para localizar a sepultura correta. O site da CWGC afirma que o Cemitério da Trincheira Regina está localizado em Grandcourt, mas isso pode ser enganoso, pois, embora situado entre Grandcourt e Courcelette, é mais facilmente acessado por uma estrada precária que corre aproximadamente 9.3 mi (15 km) a noroeste da vila de Courcelette.

### Livros
- Duffy, C. (2007) [2006]. Through German Eyes: The British and the Somme 1916 Phoenix ed. London: Weidenfeld & Nicolson. ISBN 978-0-7538-2202-9
- Gliddon, G. (1987). When the Barrage Lifts: A Topographical History and Commentary on the Battle of the Somme 1916. Norwich: Gliddon Books. ISBN 978-0-947893-02-6
- Karau, M. D. (2003). Wielding the Dagger: The Marinekorps Flandern and the German War Effort, 1914–1918. Westport, CT: Praeger. ISBN 978-0-313-32475-8
- Miles, W. (1992) [1938]. Military Operations, France and Belgium, 1916: 2nd July 1916 to the End of the Battles of the Somme. Col: History of the Great War Based on Official Documents by Direction of the Historical Section of the Committee of Imperial Defence. II Imperial War Museum and Battery Press ed. London: HMSO. ISBN 978-0-901627-76-6
- Nicholson, G. W. L. (1964) [1962]. Canadian Expeditionary Force 1914–1919. Col: Official History of the Canadian Army in the First World War 2ª corrigida online ed. Ottawa: Queen's Printer and Controller of Stationery. OCLC 557523737. Consultado em 7 de julho de 2025
- Prior, R.; Wilson, T. (2005). The Somme. London: Yale. ISBN 978-0-300-10694-7 – via Archive Federation
- Rawling, B. (1992). Surviving Trench Warfare: Technology and the Canadian Corps, 1914–1918. London: University of Toronto Press. ISBN 978-0-8020-6002-0 – via Archive Federation
- Sheldon, J. (2006) [2005]. The German Army on the Somme 1914–1916 Pen & Sword Military ed. London: Leo Cooper. ISBN 978-1-84415-269-8

### Teses
- Simpson, A. (2001). The Operational Role of British Corps Command on the Western Front 1914–18 (PhD) online ed. London: London University. OCLC 940391788. uk.bl.ethos.367588. Consultado em 7 de julho de 2025. Cópia arquivada em 7 de fevereiro de 2016

### Websites
- CWGC (2013). «Regina Trench Cemetery, Grandcourt» [Cemitério da Trincheira Regina, Grandcourt]. Commonwealth War Graves Commission. London. Consultado em 7 de julho de 2025